# Sechna
Sechna – wieś w Polsce położona w województwie małopolskim, w powiecie limanowskim, w gminie Laskowa.
| SIMC    | Nazwa          | Rodzaj    |
| ------- | -------------- | --------- |
| 0438050 | Góry           | część wsi |
| 0438067 | Gwizdówka      | część wsi |
| 0438073 | Kromolin Dolny | część wsi |
| 0438080 | Kromolin Górny | część wsi |
| 0438096 | Łukaszówka     | część wsi |
| 0438104 | Pajorówka      | część wsi |
| 0438110 | Zabrze         | część wsi |

Wieś duchowna, własność klasztoru klarysek w Starym Sączu, położona była w drugiej połowie XVI wieku w powiecie sądeckim województwa krakowskiego. W latach 1975–1998 miejscowość administracyjnie należała do województwa nowosądeckiego.
Miejscowość słynie z tradycji suszenia śliwek, tzw. susek sechlońskich, których nazwa wywodzi się z miejscowej gwary. Suska oznacza suszkę, czyli podsuszoną i podwędzoną śliwkę. Owoce wędzi się i suszy za pomocą gorącego dymu, a nie gorącego powietrza. Dym nadaje owocom niepowtarzalny kolor – ciemnogranatowy przechodzący do czarnego, lepką skórkę, wędzony aromat i słodki smak.